# Palacio de Justicia del Condado de Elko
Elko County Courthouse (en español: Palacio de Justícia del Condado de Elko) es un edificio histórico listado en el Registro Nacional de Lugares Históricos, localizado en el número 571 de la calle Idaho Street, en Elko (Nevada). El edificio actual se construyó en 1910.

## Historia
El edificio original fue construido en 1869.
La noche del 18 de julio de 1870, una gran lámpara de techo cayó entre toda la gente.
El palacio de justicia soportó un terremoto de 6.0 en la escala de Richter, el 21 de febrero de 2008.